# Сент Џонс (Њуфаундленд и Лабрадор)
Сент Џонс (енгл. St. John's, фр. Saint-Jean) је град на истоку Канаде и главни град њене провинције Њуфаундленд и Лабрадор. Налази се у природној луци на југоисточној обали острва Њуфаундленд, односно полуострву Авалон. 
Основан је 1583. године и најстарије је насеље у Канади. 

## Становништво
| 1996.   | 2001.  | 2006.   | 2011.   | 2016.   |
| ------- | ------ | ------- | ------- | ------- |
| 101.936 | 99.182 | 100.646 | 106.172 | 108.860 |

Сент Џонс има 106.172 становника, а 196.966 у ширем подручју (подаци из 2011. године). 

## Партнерски градови
- Ílhavo
- Вотерфорд
- Maracay